# Dušan Salfický
Dušan Salfický (* 28. března 1972 Chrudim) je český sportovní funkcionář a bývalý hokejový brankář. Působí také jako sportovní ředitel a minoritní spoluvlastník extraligového HC Dynamo Pardubice, ve kterém od roku 2014 vystřídal řadu manažerských pozic, mezi roky 2017 a 2019 celý klub z pozice generálního manažera řídil. Vstoupil rovněž do politiky jako člen hnutí ANO. V letech 2016 až 2020 byl zastupitelem Pardubického kraje, znovu zvolen byl v roce 2024, kdy se navíc stal 1. náměstkem hejtmana. Od roku 2014 je zastupitelem města Pardubice i zastupitelem městského obvodu Pardubice I (v letech 2014 až 2018 byl také radním města Pardubice). 

## Hráčská kariéra
Začínal s hokejem v Pardubicích, v jejichž barvách poprvé startoval v české nejvyšší soutěži. Výraznější šanci v domovských Pardubicích dostal v sezoně 1996/1997 po odchodu dosavadní jedničky Radovana Biegla. V průběhu sezony se pravidelně střídal s Liborem Bartou a týmu pomohl do semifinále. V roce 1997 přestoupil do Plzně, kde zaznamenal kariérní průlom. V Plzni se stal jedničkou týmu, zařadil se mezi ligovou brankářskou špičku a probojoval se do širšího kádru reprezentace. Jako náhradní brankář se účastnil tří světových šampionátů, z nichž si přivezl v letech 2000 a 2001 zlatou medaili. Jeho výkonů v extralize, kde byl tahounem jinak spíše průměrného týmu, si všimli i skauti z NHL. V jeho 29 letech ho v roce 2001 draftovali New York Islanders a uzavřeli s ním kontrakt. Později však Islanders získali zkušeného Chrise Osgooda a Salfického šance poklesly. V NHL si žádný start nepřipsal, ještě v průběhu sezony ho klub vyplatil ze smlouvy a Salfický se vrátil do extraligy, kde mezitím jeho práva opět získaly Pardubice, a zde pak odchytal zbytek sezony. Po ní se vydal zahraniční angažmá do Ruska, kde strávil následující čtyři sezony. Po zranění Dominika Haška na Zimních olympijských hrách 2006 byl povolán do týmu reprezentace jako náhradník a získal díky tomu bronzovou medaili. V létě 2006 přestoupil do Sparty, se kterou sice získal mistrovský titul, ale z osobního pohledu neuspěl, protože ztratil pozici brankářské jedničky, v níž do klubu přicházel. Salfický tak ještě na jednu sezonu odešel do Ruska. V létě 2008 se definitivně vrátil do Čech a poté, co nenašel místo v extralize, přestoupil do prvoligového Ústí nad Labem, které mělo postupové ambice. Ty se sice nenaplnily, ale Salfický aspoň formou hostování vypomáhal v několika extraligových klubech (Plzeň, Sparta, Karlovy Vary). V průběhu sezony 2011/2012 se pak vrátil do Pardubic. Tam z pozice náhradníka pomohl k zisku mistrovského titulu a v následující nepříliš povedené sezoně dokonce opět chytal jako jednička. Po sezoně 2013/2014, kdy opět kryl záda mladšímu kolegovi Hudáčkovi, hráčskou kariéru v 42 letech ukončil.
Salfický byl během kariéry znám díky své extrovertní povaze také jako bavič a oblíbenec fanoušků. Byl však schopen občas zazmatkovat a vyrobit nečekaně velkou chybu a inkasovat velmi laciný gól.

## Funkcionářská a politická kariéra
V průběhu své poslední aktivní hráčské sezony dostal od tehdejšího generálního manažera Pardubic Ondřeje Šebka nabídku na post sportovního manažera klubu. Tu, i když nedisponoval žádnými zkušenostmi, přijal. Jeho působení v klubu, který rychle vyklízel pole v extraligové špičce, však nebylo úspěšné. Salfický v létě 2015 provedl generační obměnu kádru a před sezonou, i přes výrazné oslabení týmu, nečekaně vyhlásil za cíl zisk medaile. Většina jím přivedených letních posil se však neprosadila. Majitel klubu Roman Šmidberský rychle ztratil po nepovedeném startu sezony trpělivost a propustil jak mladého trenéra Miloše Říhu ml., tak i šéfa klubu Šebka, Salfický však svou pozici poněkud nečekaně uhájil a zůstal členem nového managementu nového generálního manažera Pavla Rohlíka. Dosavadní oblíbenec publika Salfický však díky neúspěchům mužstva ztrácel popularitu a na jaře 2016 v klubu skončil.
Mezitím si však Salfický budoval politickou kariéru. Vstoupil do hnutí Andreje Babiše ANO 2011 a po úspěšných komunálních volbách v roce 2014 se stal zastupitelem a radním pro sport v novém vedení města. Funkci radního pro sport a sportovního manažera vykonával souběžně.
V lednu 2017 se Salfický vrátil do vedení hokejových Pardubic poté, co město odkoupilo zpět balík akcií od dosavadního majoritního vlastníka R. Šmidberského. Salfický sám se stal minoritním akcionářem klubu a okamžitě byl zvolen jeho předsedou představenstva a jmenován generálním manažerem. Klub se nacházel ve špatné situaci a hrozil mu sestup z nejvyšší soutěže. Ten se podařilo novému managementu na poslední chvíli odvrátit. Sám Salfický přiznal, že do komunální politiky vstoupil především kvůli hokeji. Salfický relativně uspěl s klubem v sezoně 2017/2018, když mužstvo postoupilo do playoff. Avšak sezona 2018/2019 opět ukázala, že klub je nadále v problémech, které Salfický nedokázal řešit. Klub byl beznadějně poslední, Salfický produkoval řadu manažerských chyb, klubu též uškodily mimosportovní aféry. Navíc čím dál výrazněji bylo patrné propojení klubu s městskou politikou, Salfický si dokonce udělal na webu klubu reklamu těsně před komunálními volbami v roce 2018, ve kterých obhajoval svůj mandát. Klub opět obhajoval svou extraligovou příslušnost v baráží. Tu zvládl, avšak veřejnost, i formou petice, vytvořila tlak na změny v neúspěšném klubu. Salfický sám však osobní zodpovědnost nevyvodil a odmítl z funkce odejít. Město jako majoritní vlastník změny provedlo, Salfického pozice generálního manažera byla zrušena, ale sám Salfický zůstal v představenstvu klubu i nadále a od nového ředitele klubu Martina Sýkory dostal oficiálně za úkol rozvoj obchodních vztahů. Nejpozději na konci listopadu 2019 však už Salfický opět zasahoval do sportovního úseku klubu a de facto nahradil sportovního manažera Jaromíra Kverku, který v klubu působil teprve od začátku sezony. V lednu 2020 se stal Salfický oficiálně manažerem pro sport a rozvoj obchodních vztahů. Salfický v managementu klubu pokračoval i po změně majoritního vlastníka, tentokrát v roli sportovního ředitele, i v sezoně 2020/2021.
V komunálních volbách v roce 2018 obhájil jako člen hnutí ANO post zastupitele města Pardubice i zastupitele městského obvodu Pardubice I (ve druhém případě figuroval na kandidátce původně na 8. místě, vlivem preferenčních hlasů ale skončil třetí). V listopadu 2018 však skončil v pozici radního města. Také ve volbách v roce 2022 byl za hnutí ANO zvolen zastupitelem města Pardubice. Kandidoval rovněž do Zastupitelstva městského obvodu Pardubice I, v tomto případě ale neuspěl a skončil jako první náhradník. Nicméně v listopadu 2023 na post rezignoval jeho stranický kolega Michal Drenko a Salfický se tak stal novým zastupitelem.
V krajských volbách v roce 2016 byl za hnutí ANO 2011 zvolen zastupitelem Pardubického kraje. Ve volbách v roce 2020 mandát obhajoval, projevil se však Salfického pokles popularity propadem v zisku preferenčních hlasů, a tak tentokrát neuspěl. V říjnu 2023 byl zvolen lídrem pardubické kandidátky hnutí ANO v krajských volbách 2024. Mandát zastupitele Pardubického kraje se mu podařilo získat. V říjnu 2024 se pak stal 1. náměstkem hejtmana pro investice, sport a volnočasové aktivity.

## Reprezentace
|                                   | Rok                                  | Celkem | Soupisky                                           |
| --------------------------------- | ------------------------------------ | ------ | -------------------------------------------------- |
| Mistrovství světa v ledním hokeji | MS 2000 · MS 2001 · MS 2002 5. místo | 3x     | Soupiska MS 2000 Soupiska MS 2001 Soupiska MS 2002 |
| Lední hokej na olympijských hrách | ZOH 2006                             | 1x     | Soupiska ZOH 2006                                  |

## Kariéra
- 1990 / 1991 HC Pardubice, Tri-City Americans (WHL)
- 1993 / 1994 HC Pardubice
- 1994 / 1995 HC Pardubice
- 1995 / 1996 HC Pojišťovna IB Pardubice
- 1996 / 1997 HC IPB Pojišťovna Pardubice
- 1997 / 1998 HC Keramika Plzeň
- 1998 / 1999 HC Keramika Plzeň
- 1999 / 2000 HC Keramika Plzeň
- 2000 / 2001 HC Keramika Plzeň
- 2001 / 2002 Bridgeport Sound Tigers, HC IPB Pojišťovna Pardubice
- 2002 / 2003 CSKA Moskva (Rusko)
- 2003 / 2004 CSKA Moskva (Rusko)
- 2004 / 2005 Severstal Čerepovec (Rusko)
- 2005 / 2006 Chimik Voskresensk (Rusko)
- 2006 / 2007 HC Sparta Praha Mistr české extraligy
- 2007 / 2008 Torpedo Nižnij Novgorod (Rusko)
- 2008 / 2009 HC Slovan Ústečtí Lvi
- 2009 / 2010 HC Slovan Ústečtí Lvi
- 2009 / 2010 hostování v HC Plzeň a HC Sparta Praha a návrat do HC Slovan Ustečtí Lvi
- 2010 / 2011 HC Plzeň 1929 hostování na celou sezónu
- 2011 / 2012 HC Slovan Ústečtí Lvi, HC Energie Karlovy Vary hostování, HC ČSOB Pojišťovna Pardubice – Mistr české extraligy
- 2012 / 2013 HC ČSOB Pojišťovna Pardubice
- 2013 / 2014 HC ČSOB Pojišťovna Pardubice
- konec hokejové kariéry

## Hokejbal
Dušan Salfický nastupoval v sezónách 1994/95–1996/97 v pardubickém hokejbalovém klubu Svítkov Stars, aby se nejprve účastnil jeho postupu do extraligy a poté v ní další dva roky působil. V roce 1996 se s klubem stal vítězem Českého poháru, v roce 1998 pak mistrem světa za Českou republiku.